# 永佑
永佑（えいゆう）は、ベトナム後黎朝の懿宗が使用した元号。1735年 - 1740年。永祐とも作る。

## 西暦との対照表
| 永佑 | 元年   | 2年    | 3年    | 4年    | 5年    | 6年    |
| 西暦 | 1735年 | 1736年 | 1737年 | 1738年 | 1739年 | 1740年 |
| 干支 | 乙卯   | 丙辰   | 丁巳   | 戊午   | 己未   | 庚申   |